# Traugott Bredow (Jurist, 1889)
Traugott Bredow (* 10. Oktober 1889 in Arnsberg; † 1969) war ein deutscher Verwaltungsbeamter.

## Leben
Traugott Bredow war der ältere Sohn von Traugott Bredow. Nach Schulbesuch und Abitur in Breslau studierte er an der Schlesischen Friedrich-Wilhelms-Universität Rechtswissenschaft. Während der Studentenzeit wurde er 1908 im Corps Marcommania recipiert. Nach Abschluss der ersten Staatsexamensprüfung 1913 wurde er als Gerichtsreferendar tätig. Unterbrochen wurde diese Beschäftigung ab August 1914 wo er mit Ausbruch des Ersten Weltkrieges mobilisiert wurde. Sein höchster Dienstgrad war Oberleutnant, bevor er  1916 wieder als Regierungsreferendar in die innere Verwaltung zurückkehrte. Ab 1921 wurde er als Regierungsassessor im Landratsamt des Kreises Teltow eingesetzt. Hier hatte er sich, auf Grund der Lage des Landkreises, neben anderen Aufgaben mit Fragen des deutschen Luftrechtes zu beschäftigen. Aus dieser Zeit existiert noch eine Publikation zum deutschen Luftverkehrsgesetz, die er gemeinsam mit Fritz Müller 1922 veröffentlichte. Folgerichtig wechselte Bredow dann 1923 auch als Hilfsarbeiter und später als Regierungsrat in das preußische Innenministerium. Hier trat er als Luftfahrtreferent des Freistaates Preußen die Nachfolge von August Euler an. Weitere Veröffentlichungen zu bestimmten Ergänzungsgesetzen und Nebenbestimmungen zum Luftverkehrsgesetz, an denen er beteiligt war, folgten dann 1927 und 1933.
Im Jahre 1926 wurde Traugott Bredow zum Landrat im preußischen Landkreis Arnswalde ernannt. Am 19. August 1932, kurz nach dem sogenannten „Preußenschlag“ wurde er von diesem Posten abgezogen um noch im gleichen Jahr im Polizeipräsidium Berlin zum Einsatz zu kommen. Obwohl er über keinerlei Polizeierfahrung verfügte wurde er dort am 23. November 1932 zum Regierungsdirektor ernannt und als stellvertretenden Leiter der Abteilung I eingesetzt. Diese Abteilung wurde durch Regierungsdirektor Kretzschmar geleitet und umfasste die gesamte Struktur der Politischen Polizei des Landes Preußens. Sein Einsatz auf diesem Posten muss als Bestandteil der personellen Säuberung der Führungsspitze innerhalb der Polizeiorganisation von republikorientiertem Personal, wie sie seit Anfang August 1932, als ein Ergebnis der Entmachtung des Landes Preußens durch Reichskanzler Franz von Papen vorgenommen wurde, angesehen werden. Kurz nach der dann im Januar 1933 erfolgten Machtergreifung durch die Nationalsozialisten wurde Bredow von diesem Posten durch Rudolf Diels entbunden. Zum 1. Mai 1933 trat er der NSDAP bei (Mitgliedsnummer 2.672.934). Nach einigen Zwischenstufen seines weiteren Einsatzes wurde Bredow dann am 11. Juli 1934 als Stellvertreter von Magnus von Levetzow zum Polizeivizepräsidenten von Berlin ernannt. In diesem Arbeitsbereich gab er unter anderem mehrere Publikationen zu den dann ab 1935 in ganz Deutschland geltenden Polizeigesetzen heraus. Zwei Jahre später wechselte er erneut und wurde am 9. April 1937 vorläufig und dann ab 1. August 1937 endgültig, zum Regierungspräsidenten im Regierungsbezirk Hildesheim ernannt. 1941 wurde Bredow als Regierungspräsident zum Oberpräsidenten in Hannover versetzt. 1945 wurde er vorübergehend verhaftet, dann für dauerhaft dienstunfähig befunden und 1947 in den Ruhestand versetzt.

## Publikationen
- mit Fritz Müller: Das Luftverkehrsgesetz : vom 1. August 1922 ; unter Berücksichtigung der Nebengesetze, des ausländischen Rechts und des Pariser Luftverkehrsabkommens vom 13. Oktober 1919. Heymanns Verlag, Berlin 1922.
- mit Fritz Müller: Luftverkehrsgesetz vom 1. August 1922 : Ergänzungsheft., Heymann Verlag Berlin 1927.
- mit Rüdiger Schleicher, Fritz Müller: Luftverkehrsgesetz (vom 1. August 1922 Reichsgesetzbl. I. S. 681) mit seinen Nebenbestimmungen. Heymann Verlag Berlin 1933.
- Die Polizeiverordnungen für Berlin. Band 1 1935.
- Die Polizeiverordnungen für Berlin. Band 2, 1935
- mit Fritz Schulte-Wissermann: Die Polizeiverordnungen des Deutschen Reiches und der deutschen Länder : C, Stadtgemeinde Groß-Berlin. Band 2: Preußen. 6: Die Polizeiverordnungen für Berlin Weller Verlag, Berlin 1935.

## Ehrungen
- Eisernes Kreuz 1. Klasse
- Eiserner Halbmond